# Metamysidopsis
Metamysidopsis (лат.) — род ракообразных семейства Mysidae из отряда Мизиды.

## Описание
Представители рода отличаются от других мизид следующими признаками: сходен с Mysidopsis, за исключением максилл без экзопод; тельсон цельный, язычковидный. Антенны с ланцетовидными чешуйками, по всему периметру щетинистые. Плеоподы самцов двуветвистые, 1-я пара с многочлениковым экзоподом и неразделённым эндоподом, 2—5-я пары с многочлениковыми экзоподом и эндоподом; экзопод 4-го плеопода удлинён с видоизмененными щетинками. Первый переопод (ходильная нога) имеет хорошо развитый экзопод (внешняя ветвь), карпопроподы эндопода (внутренняя ветвь) с 3-й по 8-ю ветвь переопод делится на подсегменты, и на эндоподе уропод (задних придатках) есть статоцисты.

## Классификация
Род Metamysidopsis был впервые выделен в 1951 году британским зоологом Уолтером Таттерсоллом (1882—1943) и включает представителей, обитающих на прибрежных глубинах и литорали, с длиной тела от 5 до 7 мм.
- Metamysidopsis elongata (Holmes, 1900)
- Metamysidopsis insularis  Brattegard, 1970[7][8]
- Metamysidopsis macaensis  da Silva, 1970
- Metamysidopsis mexicana  Bacescu, 1969
- Metamysidopsis munda  (Zimmer, 1918)
- Metamysidopsis neritica  Bond-Buckup & Tavares, 1992[9]
- Metamysidopsis pacifica  (Zimmer, 1918)
- Metamysidopsis swifti  Bacescu, 1969[10]